# Carlotta a Weimar
Carlotta a Weimar  (Lotte in Weimar) è un romanzo storico dello scrittore tedesco Thomas Mann, composto in esilio fra l'11 novembre 1936 e il 25 ottobre 1939, stampato parzialmente sulla rivista antinazista "Mass und Wert" di Zurigo e pubblicato integralmente in volume nel 1939 a Stoccolma presso la casa editrice Bermann Fischer Verlag. Lo spunto storico è dato dalla visita fatta nel 1816 da Charlotte Buff vedova Kestner (la Lotte protagonista del romanzo I dolori del giovane Werther di Goethe) alla sorella Amalia residente a Weimar, in compagnia della figlia Klara (chiamata "Lottina" nel romanzo). In quella occasione Carlotta fu corteggiata e festeggiata dalla società weimariana e rivide Johann Wolfgang von Goethe, ormai sessantenne, che era stato un tempo il suo spasimante . L'evidente intenzione di Thomas Mann era quella di contrapporre all'imbarbarimento morale dell’epoca hitleriana l'elevata cultura spirituale tedesca dei tempi di Goethe che si manifestava fin nei ceti inferiori della società.

## Trama

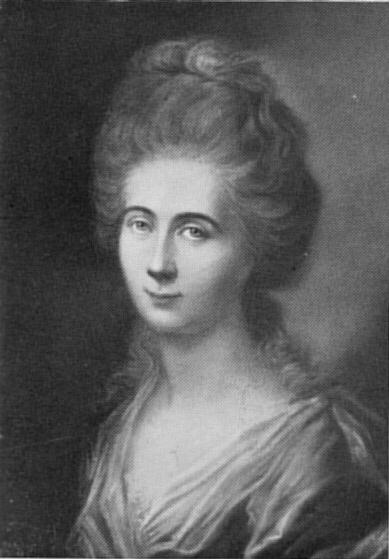
Charlotte Buff-Kestner, pastello di Johann Heinrich Schröder (1753)

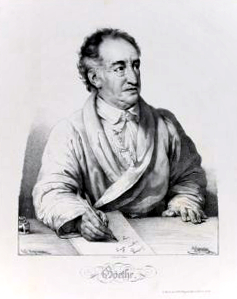
Johann Wolfgang von Goethe nel 1823

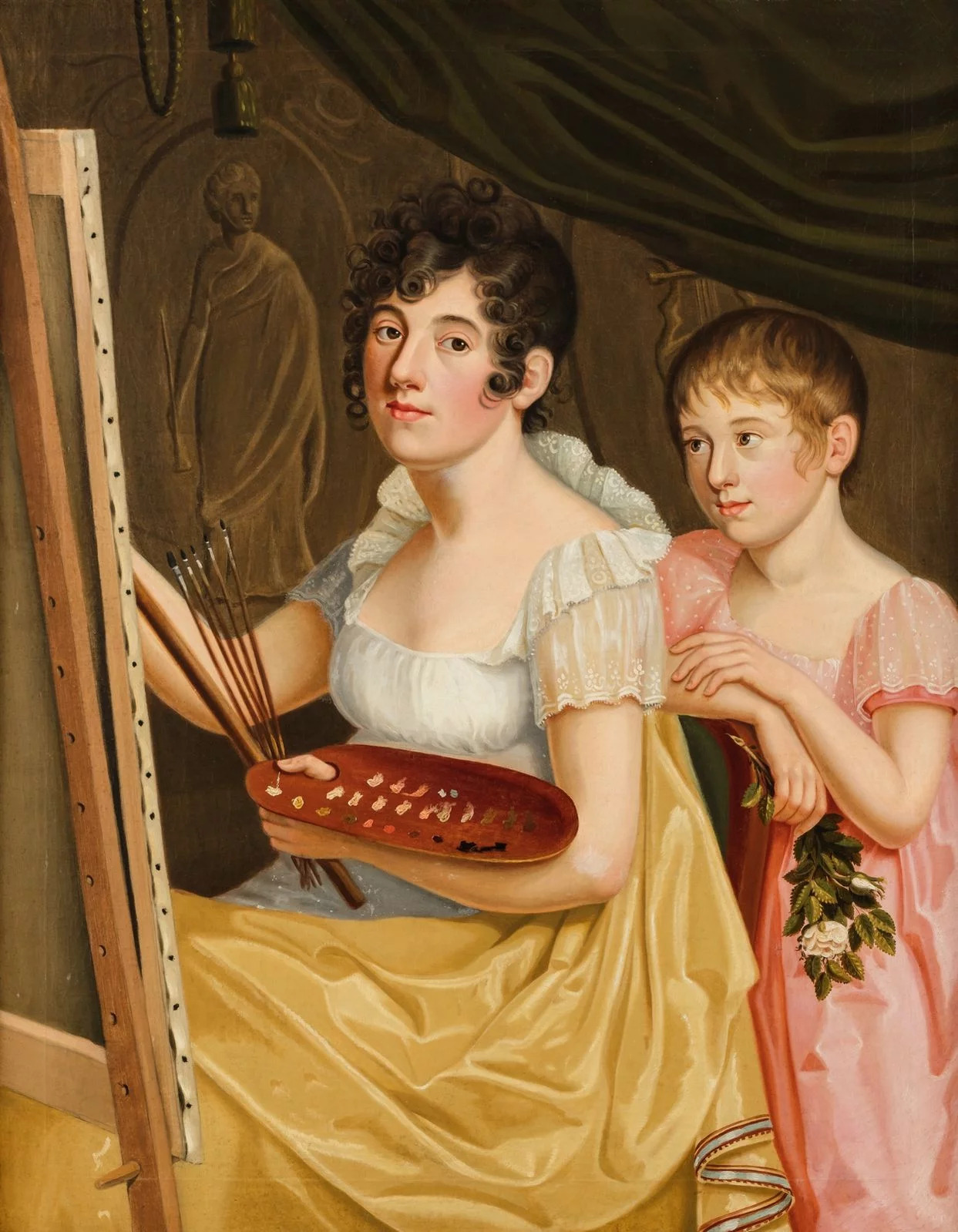
Johanna e Adele Schopenhauer, dipinto di Caroline Bardua (1806)

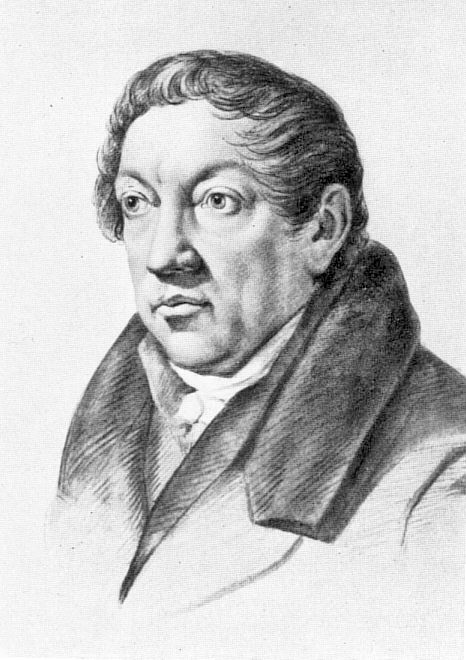
Friedrich Wilhelm Riemer

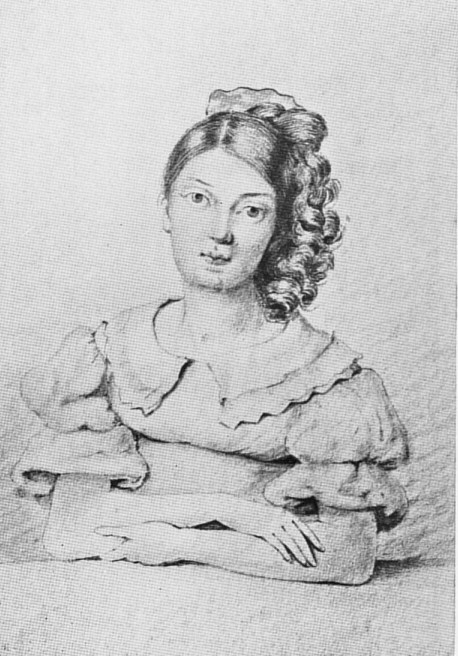
Ottilie von Pogwisch

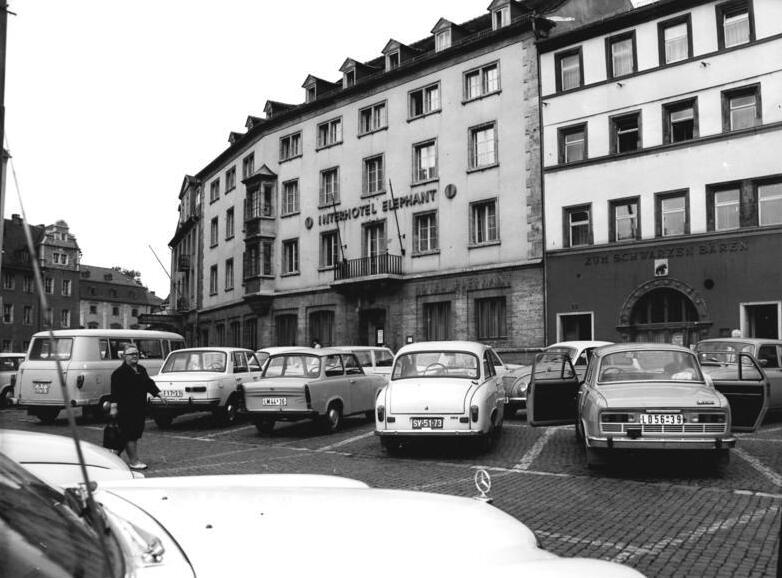
Albergo "Elefante" a Weimer

La consigliera di corte vedova Carlotta Kestner nata Buff giunge a Weimar da Hannover insieme con la figlia Lottina e con la domestica Chiarina e si ferma all'albergo "Elefante" sulla piazza principale di Weimar. Le accoglie il cameriere Mager, lusingato ed entusiasta di conoscere la famosa Lotte immortalata 42 anni prima da Goethe nei Dolori del giovane Werther. La notizia dell'arrivo si diffonde e accorrono all'albergo illustri visitatori, a ciascuno dei quali è dedicato un capitolo. Dapprima le si presenta la disegnatrice inglese Rosa Cuzzle; successivamente Carlotta riceve una visita dal segretario di Goethe Friedrich Wilhelm Riemer; quindi la visitano la giovane letterata Adele Schopenhauer, sorella del filosofo, accompagnata dalla madre Johanna Schopenhauer, le quali vorrebbero persuadere Carlotta ad adoperarsi perché August von Goethe, l'infelice figlio del grand'uomo, non sposi Ottilie von Pogwisch; infine compare August von Goethe che, come ambasciatore di suo padre, porta a Carlotta l’invito a una colazione intima nella Casa di Goethe nel Frauenplan.
L'incontro con Goethe è descritto nel capitolo settimo. Carlotta si reca al Frauenplan indossando un vestito bianco con fiocchi rosa, ma privo di un fiocco, quello che decenni prima Carlotta aveva donato al giovane Goethe a Wahlheim al momento del commiato. A colazione Goethe però appare freddo, quasi scostante. Più tardi Goethe invita Carlotta nel suo palco a teatro, scusandosi di non poterla accompagnare perché indisposto. Nel nono e ultimo capitolo è descritto l'incontro finale fra i due vecchi conoscenti. In una lettera al figlio Carlotta ha manifestato delusione per il comportamento del poeta. Assiste quindi da sola allo spettacolo teatrale, sebbene invidiata da tutti gli spettatori. All'uscita del teatro Carlotta trova ad attenderla inaspettatamente una vettura con dentro Goethe; i due conversano con franchezza e serenità e il poeta cerca giustificare il proprio comportamento. Per Goethe il poeta è come una farfalla che brucia dopo essere stata attirata dalla fiamma dell'arte sacrificandosi per un cambiamento spirituale:
(Thomas Mann, Carlotta a Weimar: romanzo, trad. di Lavinia Mazzucchetti,  Mondadori, 1970, p. 534)
Carlotta augura a Goethe la pace («Pace alla tua vecchiaia!»). La vettura si ferma infine davanti all'albergo "Elefante", nel luogo cioè dove era iniziato il romanzo, e come nell'incipit, al termine del romanzo Carlotta viene salutata dal cameriere Mager.

## Genesi dell'opera
Alcune informazioni sulla composizione del romanzo furono fornite da Thomas Mann stesso nel saggio autobiografico sulla genesi del Doctor Faustus. Mann iniziò la composizione di Carlotta a Weimar in condizioni di malessere fisico. Intenzione iniziale di Mann, poi disattesa, era scrivere un romanzo breve. Lo spunto storico del romanzo è dato dalla visita fatta nel settembre 1816 da Charlotte Buff, vedova di Johann Christian Kestner, alla sorella Amalia Ridel residente a Weimar, in compagnia della figlia Klara. Goethe si sentì in dovere di invitarla a pranzo nella sua celebre casa al Frauenplan. Resta inoltre una lettera di Goethe che mette a disposizione dell'ospite il suo posto riservato al teatro di Weimar, per il 9 ottobre: «Se lei, onorata amica, vuole servirsi per stasera del mio palco, la mia carrozza la verrà a prendere. Il mio servo le indicherà il percorso in platea. Mi scusi se io non ci sarò, e anche se finora non mi sono fatto vivo, benché spesso le sia stato vicino con il pensiero. Con i migliori auguri, Goethe».
La familiarità di Thomas Mann con Goethe si intensifica soltanto dopo che si esaurì l'infatuazione nazionalistica documentata in Considerazioni di un impolitico. Mann intravedeva in Goethe un anticipatore di quel pragmatismo democratico, spoglio di illusioni utopiche, che corrispondeva alle sue concezioni politiche e sociali, come espresso poi nel saggio Goethe e la democrazia del 1949. Nel romanzo, Thomas Mann utilizza il ricchissimo patrimonio di fonti di Goethe (soprattutto I dolori del giovane Werther, il Faust, il Divano occidentale-orientale) e su Goethe (per esempio, i Colloqui con Goethe di Biedermann o di Eckermann, la biografia di Goethe di Albert Bielschowsky), inserendo in modo indistinguibile le citazioni autentiche o documentabili nel contesto dell'invenzione narrativa. Un lungo monologo di Goethe nel capitolo VII, pubblicato durante la II guerra mondiale da militanti antinazisti in un documento intitolato “Dai colloqui di Goethe con Riemer”, fu attribuito a Goethe addirittura nel processo di Norimberga dal magistrato britannico Hartley Shawcross, «ingannato dall'attualità di quelle frasi le aveva citate largamente e in buona fede nella sua arringa».

## Edizioni
- (DE) Thomas Mann, Lotte in Weimar: Roman, Stockholm, Bermann Fischer Verlag, 1939, SBN UBO1604793.
- (DE) Thomas Mann, Lotte in Weimar, Berlin, Suhrkamp Verlag, 1946, SBN PBE0008647.
- Thomas Mann, Carlotta a Weimar, collana Il ponte; 18, traduzione di Lavinia Mazzucchetti, illustrazioni di Luigi Grosso, Verona, Mondadori, 1948, SBN MO10000417.
- Thomas Mann, Carlotta a Weimar; Confessioni del cavaliere d'industria Felix Krull, in Lavinia Mazzucchetti (a cura di), Tutte le opere di Thomas Mann, traduzione di Lavinia Mazzucchetti, V, Milano, A. Mondadori, 1955, SBN VIA0053427.
- Thomas Mann, Carlotta a Weimar: romanzo, collana I capolavori della Medusa, traduzione di Lavinia Mazzucchetti, Milano, A. Mondadori, 1970, SBN SBL0357333.
- Thomas Mann, Carlotta a Weimar, collana Oscar scrittori moderni; 289, traduzione di Lavinia Mazzucchetti, introduzione di Roberto Fertonani, IV ristampa, Milano, Oscar Mondadori, 2012, ISBN 978-88-04-18138-5, SBN CFI0905905.

## Adattamenti
- Lotte in Weimar, film tedesco orientale del 1975 diretto da Egon Günther[8].